# HugeGraph
HugeGraph是百度自主研发的一款图数据库，初用于百度安全事业部的反欺诈、黑产打击业务，后逐步扩展完善，成为可以支持广泛需求场景的通用图数据库，于2018年开源，是百度七大开源技术之一，百度人工智能产业链的一环。

## HugeGraph简介
HugeGraph是开源的分布式图数据库(Graph Database)。 支持关联关系的在线查询（OLTP）和离线分析（OLAP）。

HugeGraph图数据库的典型应用场景包括：深度关系探索、复杂关联分析、路径搜索、特征抽取、数据聚类、社区检测、知识图谱等。

## HugeGraph主要功能
HugeGraph图数据库支持主要功能包括：
- 支持标准的Apache Tinkerpop Gremlin图查询语言，支持属性图，可支持千亿级规模关系数据；
- 支持多种后端存储（Cassandra，HBase，RocksDB，MySQL，PostgreSQL，ScyllaDB）；
- 支持多种索引（二级索引、范围索引、全文索引、联合索引，均无需依赖第三方索引库）；
- 提供可视化的Web界面，可用于图建模、数据导入、图分析；
- 提供导入工具支持从多种数据源中导入数据到图中，支持的数据源包括：CSV、HDFS、关系型数据库（MySQL、Oracle、SQL Server、PostgreSQL）；
- 支持REST接口，并提供10+种通用的图算法；
- 支持与Hadoop、Spark GraphX等大数据系统集成。